# Petra Prevezas

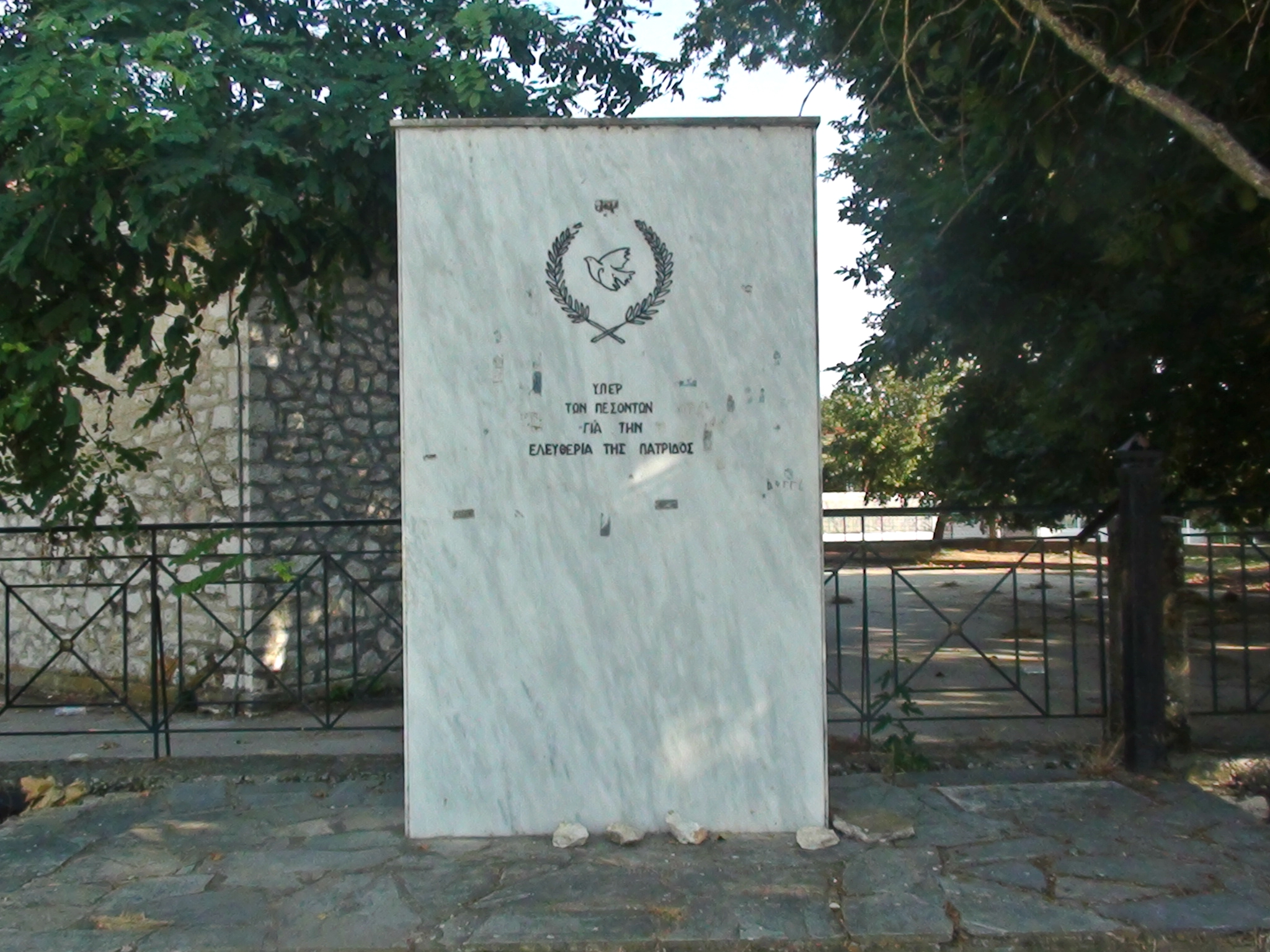

Petra (in greco: Πέτρα) è un villaggio storico nella prefettura di Preveza nella Grecia occidentale, vicino alla città di Filippiada. Secondo il censimento greco del 2011, aveva 392 abitanti.